# Dinh Thuy Phan Huy
Dinh Thuy Phan Huy, née le 20 mars 1977, est une ingénieure chercheuse spécialisée dans les réseaux sans fil.

## Biographie
Dinh Thuy Phan Huy naît le 20 mars 1977.
En 2018, elle reçoit le prix Irène-Joliot-Curie dans la catégorie « Femme, Recherche & Entreprise » ainsi que le grand prix de l’électronique Général Ferrié pour ses travaux sur la focalisation des ondes radio pour améliorer l’efficacité énergétique de l’Internet des objets,.

## Prix
- 2018 :
  - prix Irène-Joliot-Curie, catégorie « Femme, Recherche & Entreprise[2] »
  - grand prix de l’électronique Général Ferrié[3]